# Frauenfeld-Wil-Bahn
| ABe 4/8 1 zwischen Münchwilen und Rosental Alte Dampflokomotiven Murg, Frauenfeld und Hörnli in Wil |                     |                          |                        |
| Streckennummer (BAV): | 851                 |                          |                        |
| Fahrplanfeld: | 841                 |                          |                        |
| Streckenlänge: | 17,45 km            |                          |                        |
| Spurweite: | 1000 mm (Meterspur) |                          |                        |
| Stromsystem: | 1200 V =            |                          |                        |
| Maximale Neigung: | 46 ‰                |                          |                        |
| Streckengeschwindigkeit: | 80 km/h             |                          |                        |
| Zugbeeinflussung: | ZSI-127             |                          |                        |
| |                     |                          |                        |
| Wil–Frauenfeld |                     |                          |                        |
| \| \| \| von St. Gallen \| \| \| \| \| von Wattwil \| \| \| \| 0.00 \| Wil SG \| 571 m ü. M. \| \| \| \| Depot und Werkstätte \| \| \| \| \| \| \| \| \| \| nach Winterthur \| \| \| \| \| Neutrassierung geplant \| \| \| \| \| nach Weinfelden–Wil \| \| \| \| \| Wil West (geplant) \| \| \| \| \| \| \| \| \| 2.35 \| Schweizerhof \| 531 m ü. M. \| \| \| 3.89 \| Münchwilen TG \| 516 m ü. M. \| \| \| \| Murg \| \| \| \| 4.66 \| Münchwilen Pflegeheim \| 509 m ü. M. \| \| \| 6.50 \| Rosental \| 487 m ü. M. \| \| \| \| Murg \| \| \| \| 7.95 \| Wängi GB \| 474 m ü. M. \| \| \| 8.27 \| Wängi \| 470 m ü. M. \| \| \| 9.01 \| Wiesengrund \| 465 m ü. M. \| \| \| 9.81 \| Jakobstal \| 460 m ü. M. \| \| \| 11.49 \| Matzingen \| 447 m ü. M. \| \| \| 12.62 \| Weberei Matzingen \| 440 m ü. M. \| \| \| 13.92 \| Murkart bis 2018 Bahnhof \| 431 m ü. M. \| \| \| 15.13 \| Lüdem \| 423 m ü. M. \| \| \| 16.85 \| Frauenfeld Marktplatz \| 417 m ü. M. \| \| \| \| SBB von Winterthur \| \| \| \| 17.45 \| Frauenfeld \| 405 m ü. M. \| \| \| \| SBB nach Weinfelden \| \| |                     |                          |                        |
| Strecke |                     | von St. Gallen           | von St. Gallen         |
| Abzweig geradeaus und von links |                     | von Wattwil              | von Wattwil            |
| Kopfbahnhof Streckenanfang · Bahnhof | 0.00                | Wil SG                   | 571 m ü. M.            |
| Strecke · Strecke |                     | Depot und Werkstätte     | Depot und Werkstätte   |
| Strecke · Abzweig geradeaus und nach links · Strecke von rechts |                     |                          |                        |
| Strecke · Strecke nach links · Kreuzung geradeaus unten |                     | nach Winterthur          | nach Winterthur        |
| Abzweig ehemals geradeaus und nach links · Strecke von rechts · Strecke |                     | Neutrassierung geplant   | Neutrassierung geplant |
| Kreuzung geradeaus oben (Strecke geradeaus außer Betrieb) · Kreuzung geradeaus oben · Strecke nach rechts |                     | nach Weinfelden–Wil      | nach Weinfelden–Wil    |
| Haltepunkt / Haltestelle (Strecke außer Betrieb) · Strecke |                     | Wil West (geplant)       | Wil West (geplant)     |
| Strecke nach links (außer Betrieb) · Abzweig geradeaus und ehemals von rechts |                     |                          |                        |
| Dienststation / Betriebs- oder Güterbahnhof | 2.35                | Schweizerhof             | 531 m ü. M.            |
| Haltepunkt / Haltestelle | 3.89                | Münchwilen TG            | 516 m ü. M.            |
| Brücke über Wasserlauf |                     | Murg                     | Murg                   |
| Bahnhof | 4.66                | Münchwilen Pflegeheim    | 509 m ü. M.            |
| Bahnhof | 6.50                | Rosental                 | 487 m ü. M.            |
| Brücke über Wasserlauf |                     | Murg                     | Murg                   |
| Dienststation / Betriebs- oder Güterbahnhof | 7.95                | Wängi GB                 | 474 m ü. M.            |
| Haltepunkt / Haltestelle | 8.27                | Wängi                    | 470 m ü. M.            |
| Haltepunkt / Haltestelle | 9.01                | Wiesengrund              | 465 m ü. M.            |
| Haltepunkt / Haltestelle | 9.81                | Jakobstal                | 460 m ü. M.            |
| Bahnhof | 11.49               | Matzingen                | 447 m ü. M.            |
| Haltepunkt / Haltestelle | 12.62               | Weberei Matzingen        | 440 m ü. M.            |
| Dienststation / Betriebs- oder Güterbahnhof | 13.92               | Murkart bis 2018 Bahnhof | 431 m ü. M.            |
| Haltepunkt / Haltestelle | 15.13               | Lüdem                    | 423 m ü. M.            |
| Bahnhof | 16.85               | Frauenfeld Marktplatz    | 417 m ü. M.            |
| U-Bahn-Strecke · Strecke von links |                     | SBB von Winterthur       | SBB von Winterthur     |
| U-Bahn-Kopfbahnhof Streckenende · Bahnhof | 17.45               | Frauenfeld               | 405 m ü. M.            |
| Strecke |                     | SBB nach Weinfelden      | SBB nach Weinfelden    |

Die Frauenfeld-Wil-Bahn ist eine Meterspurbahn in der Schweiz, die das Murgtal im Kanton Thurgau mit den Städten Frauenfeld und Wil verbindet. Die Betriebseröffnung der knapp 17,5 km langen Strecke erfolgte am 1. September 1887. Am 20. November 1921 wurde der elektrische Betrieb mit 1200 V Gleichspannung aufgenommen.
Die Frauenfeld-Wil-Bahn AG (offizielle Initialen FW) wurde per 1. Januar 2021 von den Appenzeller Bahnen (AB) übernommen (Annektionsfusion). Bereits seit 2003 sind die AB für die operative Führung der Frauenfeld-Wil-Bahn verantwortlich.
Die Frauenfeld-Wil-Bahn beförderte im Jahr 2019 1,3 Millionen Personen mit 13 Millionen Personenkilometern, sie ist eingebunden in den Tarifverbund Ostwind. Es fahren jeweils drei Pendelzüge im 30-Minuten-Takt, die zu den üblichen Symmetrieminuten in Matzingen und Schweizerhof kreuzen.

## Geschichte

### Bau und Dampfbetrieb

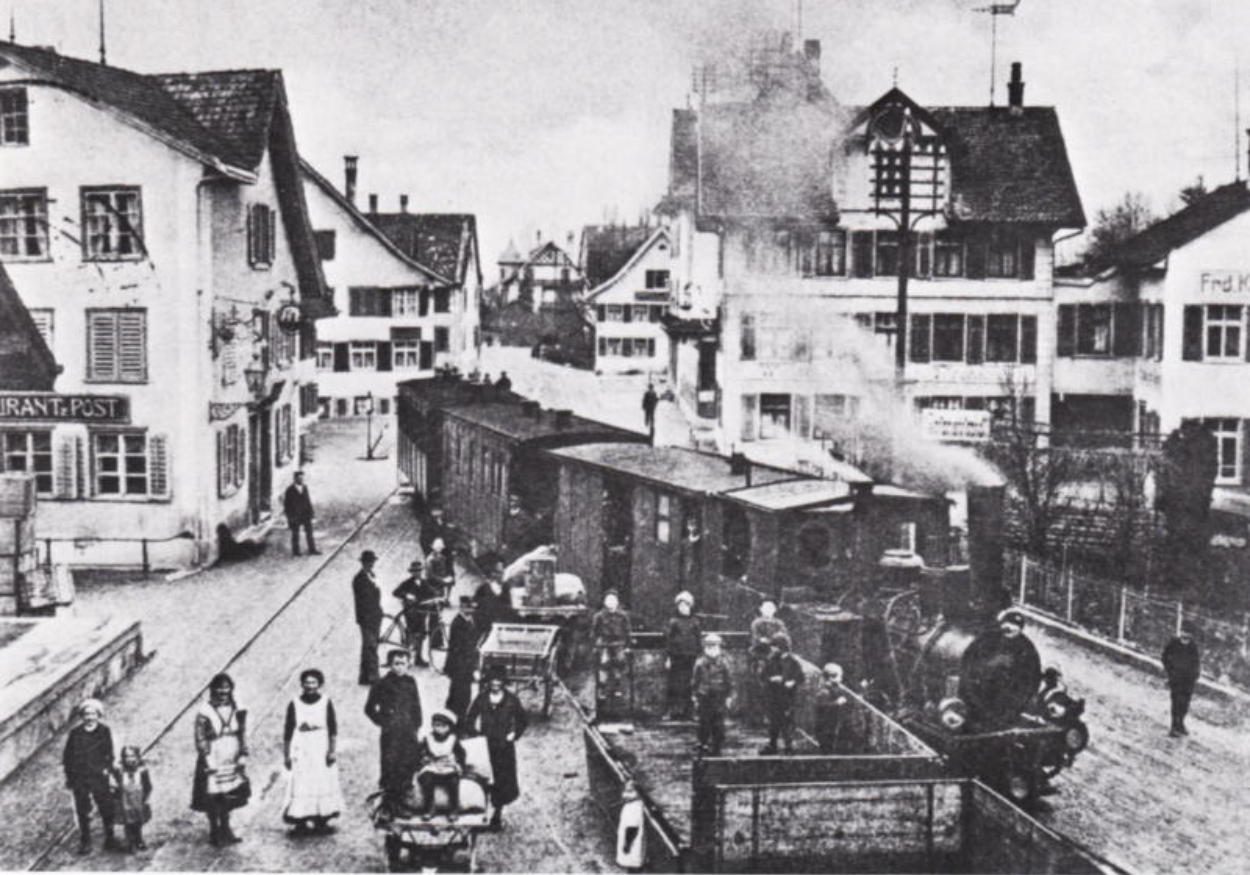
Dampfbetrieb der Frauenfeld-Wil-Bahn

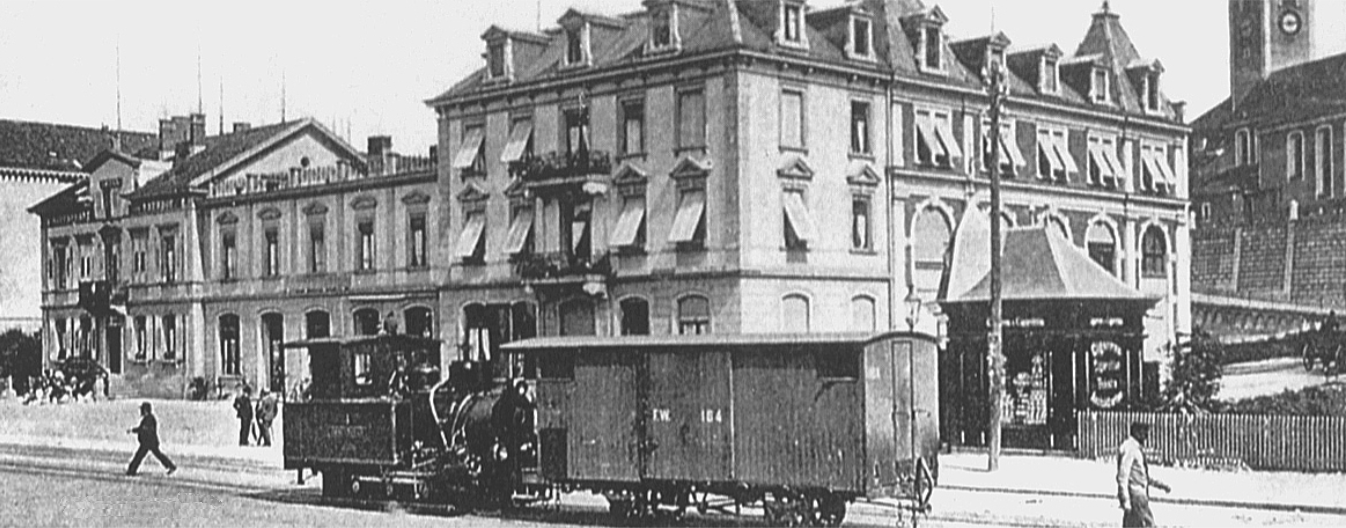
Lokomotive G 3/3 mit einem Güterwagen in Frauenfeld, 1904

Logo der Frauenfeld-Wil-Bahn. Es bleibt trotz der Fusion mit den Appenzeller Bahnen als Marke erhalten.

Früheres Logo der Frauenfeld-Wil-Bahn (FWB), eingeführt mit dem Neuanstrich der Be 4/4 11–15 im Jahr 2009

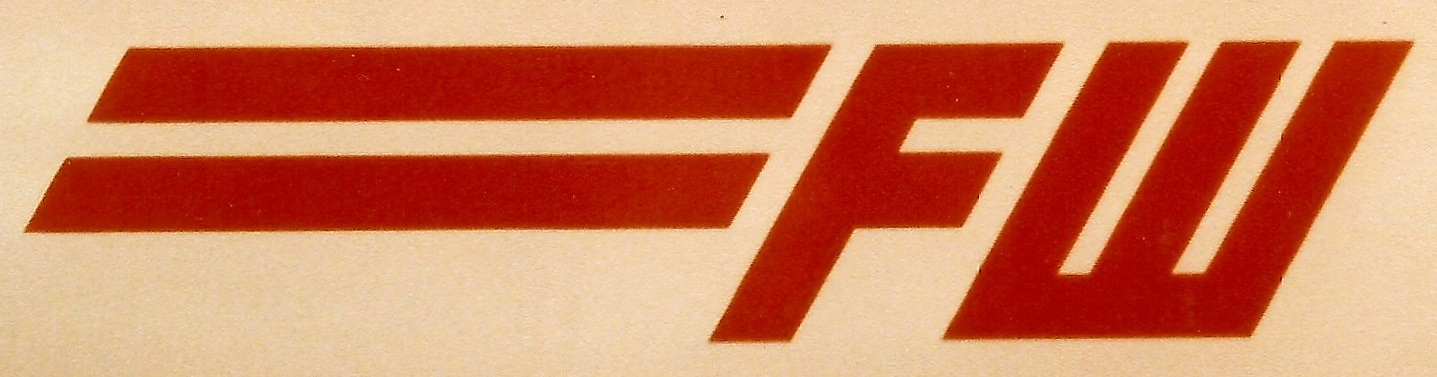
Logo der FW an einem Be 4/4 11–15 im ursprünglichen Anstrich

Seit den 1850er-Jahren bestanden Pläne für eine Bahnverbindung zwischen Wil und Frauenfeld samt einer Weiterleitung nach Schaffhausen. Neben der Industrie im stark besiedelten Murgtal war es vor allem die Stadt Frauenfeld, die den Bau einer Bahn nach Wil anstrebte. Wegen grosser Schwierigkeiten bei der Kapitalbeschaffung, es waren 650 000 Franken notwendig, konnte erst 1886 die erste Generalversammlung in Frauenfeld durchgeführt werden. Finanziell war unter anderem auch die Toggenburgerbahn beteiligt. Aus Kostengründen wurde eine Strassenbahn wie die Waldenburgerbahn mit 750 Millimetern Spurweite vorgesehen. 1881 lag ein Projekt einer Meterspurbahn vor.
Im April 1887 konnte mit den Bauarbeiten begonnen werden. Die Kosten für Unter- und Oberbau, die Gebäude und die Telefoneinrichtungen betrugen laut Vertrag 425 000 Franken. Viel Land wurde unentgeltlich zur Verfügung gestellt, unter anderem von der Bürgergemeinde Frauenfeld und der Ortsgemeinde Wil. Die Schweizerische Lokomotiv- und Maschinenfabrik (SLM) in Winterthur erstellte für 120 000 Franken drei Lokomotiven, acht Personenwagen, zwei Post- und Gepäckwagen sowie vier gedeckte und acht offene Güterwagen. Die dreiachsigen Dampflokomotiven G 3/3 wurden mit den Namen Frauenfeld, Wyl und Murg geliefert. Nach nur viereinhalb Monaten Bauzeit konnte die Frauenfeld-Wil-Bahn am 1. September 1887 feierlich eröffnet werden.
Anfang 1887 hatte der Wiler Gemeinderat beschlossen, die Weiterführung der Frauenfeld-Wil-Bahn ins Zentrum der Stadt untersuchen zu lassen. Beurteilt wurden zwei Streckenführungen sowie die Betriebsarten Dampfbahn, Pferdetram oder gemischter Betrieb. Die drei G 3/3-Lokomotiven hätten für den Betrieb nicht ausgereicht, weshalb der Kauf einer zusätzlichen Lokomotive für 19 000 Franken oder von zwei Pferden, Pferdegeschirr und zwei Tramwagen für 9200 Franken vorgeschlagen wurde. Das Projekt wurde schliesslich als nicht rentabel beurteilt.
Obwohl ihre Frequenz mit rund 10 bis maximal 16 Zügen pro Tag vergleichsmässig gering war, zeigte sich bereits in den ersten Betriebsjahren, dass drei Lokomotiven für den Betrieb nicht ausreichten. 1890 erhielt die Frauenfeld-Wil-Bahn von der SLM die Lokomotive Nr. 4 Hörnli.
Anfänglich diente die Bahn hauptsächlich dem Transport von Gebrauchsgütern wie Milch und Brennholz sowie von Tieren. Das Eidgenössische Schützenfest 1890 und die Schweizerische Landwirtschaftliche Ausstellung 1903, beide in Frauenfeld, forderten den Bahnbetrieb. Alle 22 Güterwagen wurden für den Personentransport eingesetzt. Ab 1907 wurden reine Güterzüge geschaffen, um den Personenverkehr zuverlässiger durchführen zu können. Dazu wurde eine weitere Lokomotive benötigt, die als G 3/3 4 Landskron der Birsigtalbahn erworben wurde. Rund ein Viertel des Güterverkehrs verlief über die Station Matzingen. Das Verkehrsaufkommen stammte vor allem von der Walzmühle Rosental, die aber 1912 zusammenbrach, was den Güterverkehr empfindlich traf. Anfang des 20. Jahrhunderts erlangte der Personenverkehr im Murgtal Priorität.
An den Mobilmachungstagen des Ersten Weltkriegs mussten für die in Frauenfeld einrückenden Truppen Extrazüge geführt werden. Während des Krieges waren die Züge mehr ausgelastet als in den Vorkriegsjahren, was den Lokomotiven nicht gut bekam. Mit dem Ausbruch des Weltkriegs 1914 stiegen die Betriebskosten an, und die FW kam zunehmend in finanzielle Schwierigkeiten. Die Betriebsergebnisse waren bis 1917 stets positiv. Vereinzelt wurde eine kleine Dividende ausgerichtet, aber im Wesentlichen wurden die Gewinne als Reserven angelegt. 1921 musste die Bilanz mittels einer Reduktion des Aktienkapitals um rund 50 Prozent und neuen Anleihen grundlegend finanziell saniert werden.

### Elektrifizierung und weitere Entwicklung

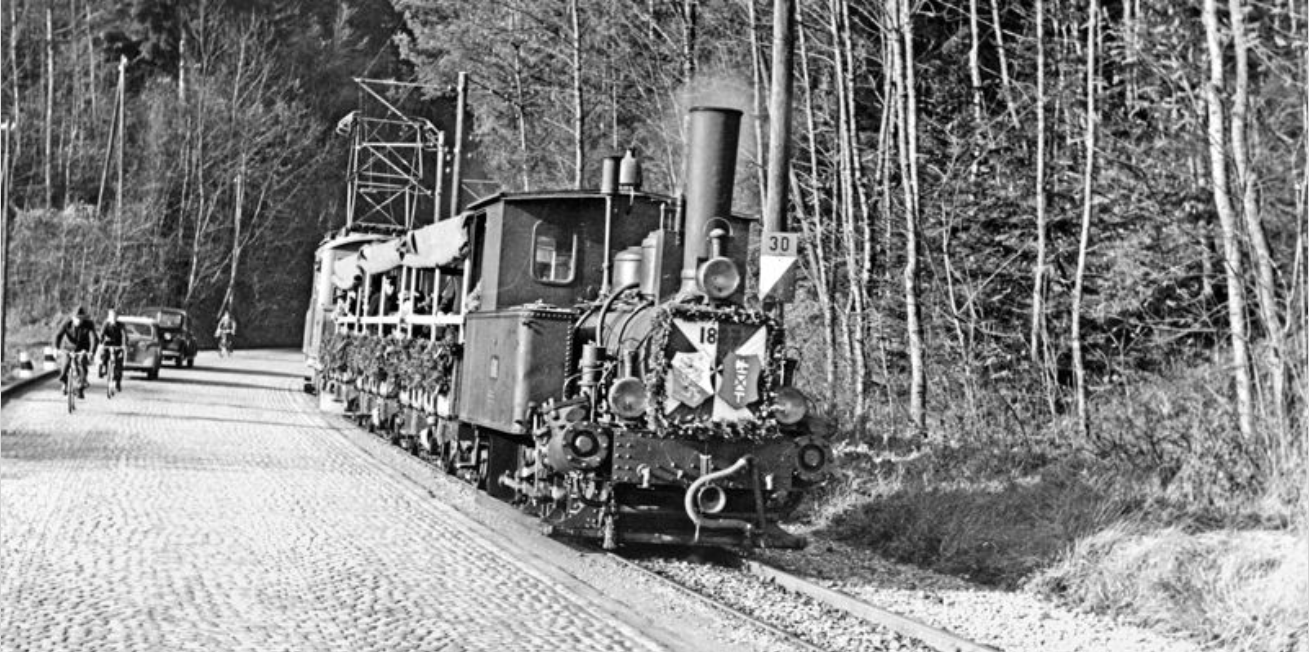
Jubiläumszug «25 Jahre elektrische Frauenfeld-Wil-Bahn» im Hundsruggen-Durchstich. Als Schiebelokomotive dient die elektrische Güterzuglokomotive Ge 4/4 Nr. 7.

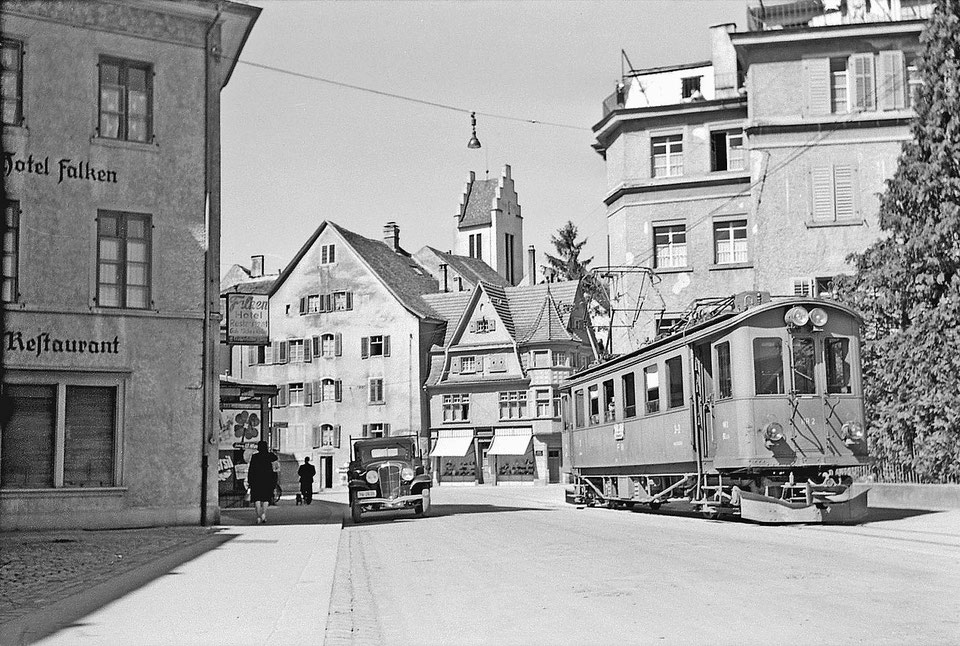
BCe 2/4 der Frauenfeld-Wil-Bahn bei der Felsenburg, kurz nach der Ausfahrt aus dem Bahnhof Frauenfeld Stadt (heute Frauenfeld Marktplatz)

Wegen der im Ersten Weltkrieg stark gestiegenen Kohlepreise (die Schweiz als Binnenstaat ohne grössere eigene Kohlevorkommen war spätestens ab 1915 von kriegführenden Staaten umgeben, die kein Interesse an Kohleexport hatten) und des sich verschlechternden technischen Zustands des Rollmaterials entschied sich die FW im Jahre 1919 für die Elektrifizierung der Bahn. Ab dem 20. November 1921 wurde die FW mit drei Triebwagen BCe 2/4 und einer Lokomotive für den Güterzugdienst elektrisch betrieben. Bereits vor der Elektrifizierung wurde die Umstellung auf Busbetrieb diskutiert, verworfen und ab den 1930er-Jahren noch einige Male geprüft.
Nach der Frontalkollision von 1955 fehlte der Frauenfeld-Wil-Bahn die Hälfte der Triebfahrzeuge. Kurzfristig konnte von der Solothurn–Zollikofen–Bern-Bahn der Triebwagen BCFe 4/4 1 angemietet werden.

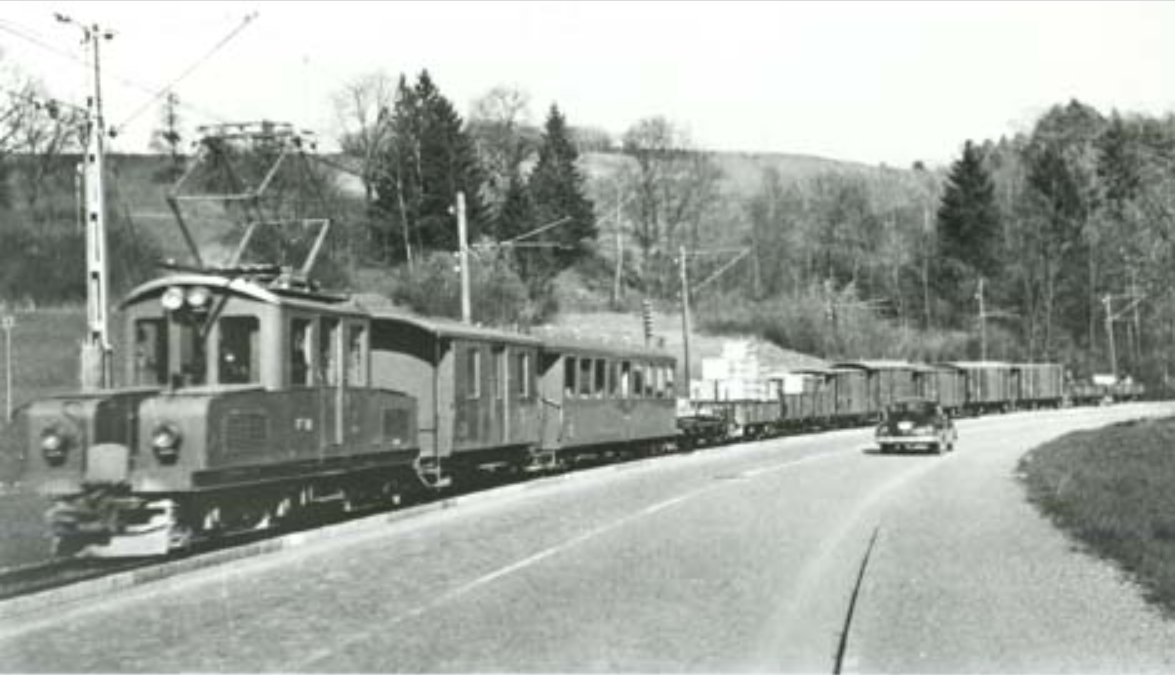
Stattlicher Güterzug mit Personenbeförderung in der Talkurve vor Frauenfeld, gezogen von der Ge 4/4 7

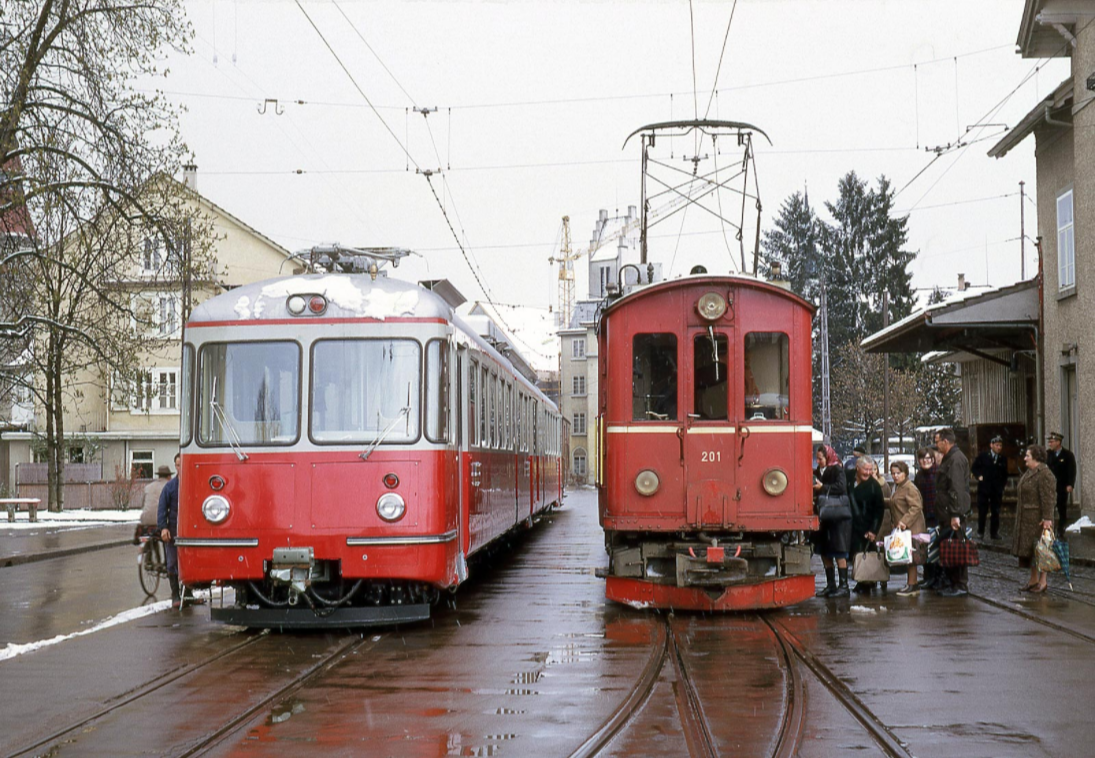
BDe 8/8 1 der Bremgarten-Dietikon-Bahn als Aushilfe, rechts ABe 4/4 201

Am 31. März 1969 ereignete sich zwischen der Weberei Matzingen und Murkart ein ähnlicher Unfall wie 1955. Ein fahrplanmässiger Zug prallte frontal in einen Dienstzug. Die beiden beteiligten ABe 4/4 2 und Ge 2/2 7 erlitten Totalschaden. Die Suche nach geeignetem Rollmaterial war nicht einfach, denn es gab nicht mehr viele Bahnen mit ähnlichen technischen Normen wie die Frauenfeld-Wil-Bahn. Trotzdem konnte ein Gelenktriebwagen BDe 8/8 der Bremgarten-Dietikon-Bahn (BD) gemietet werden. Der Triebzug der BD war bei Fahrgästen und Personal der Frauenfeld-Wil-Bahn beliebt. Doch der fabrikneue Gelenktriebwagen musste zurückgegeben werden, und die Bahn brauchte für die beiden bei der Frontalkollision verlorenen Triebfahrzeuge Ersatz. Sie konnte von der BD die drei gebrauchten Triebwagen Ce 4/4 erwerben. Der erste Triebwagen traf am 5. Juni 1969 in Wil ein, er wurde umgehend ins Depot Frauenfeld Stadt gebracht, um die nötigen Anpassungen zu machen. Am schwierigsten waren die Anpassungen der elektrischen Teile. Mit Hilfe der Industrie konnten die nötigen Anpassungen in kurzer Frist durchgeführt werden. Der erste Triebwagen erhielt die Nummer 204 und konnte umgehend den Betrieb aufnehmen. Ein zweiter Triebwagen traf kurze Zeit später bei der Frauenfeld-Wil-Bahn ein. Der dritte Triebwagen blieb noch bis Ende 1969 bei der Bremgarten-Dietikon-Bahn, erst 1970 wurde er als Nummer 205 in Betrieb genommen. Er verkehrte anfänglich im Anstrich der Bremgarten-Dietikon-Bahn.

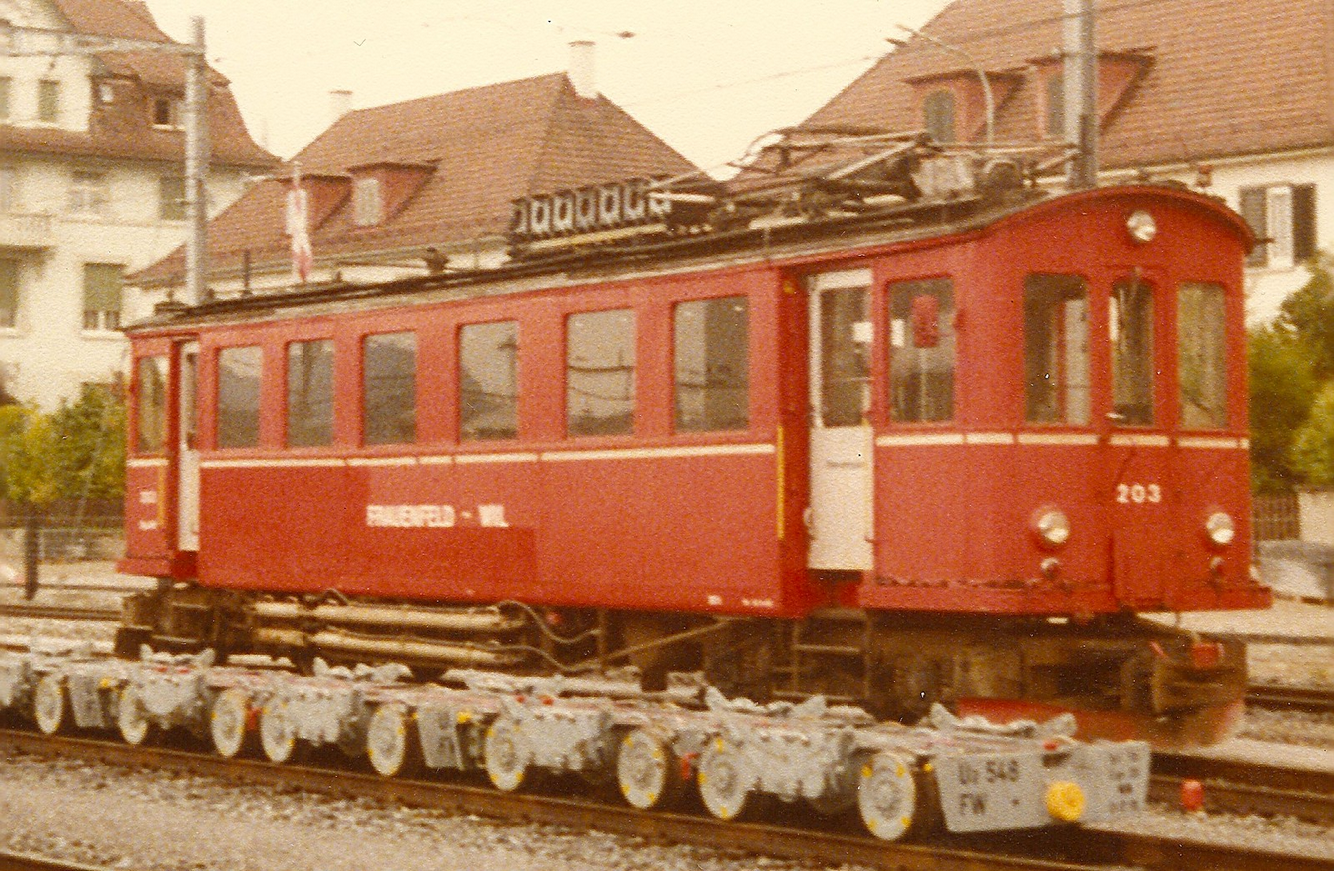
Ab 1978 beförderten die Be 4/4 1 und 3 auf Rollböcke verladene Normalspurgüterwagen

In den 1960er-Jahren wurde der Streckenabschnitt zwischen Wil und Schweizerhof entlang der Autobahn A1 neu trassiert:

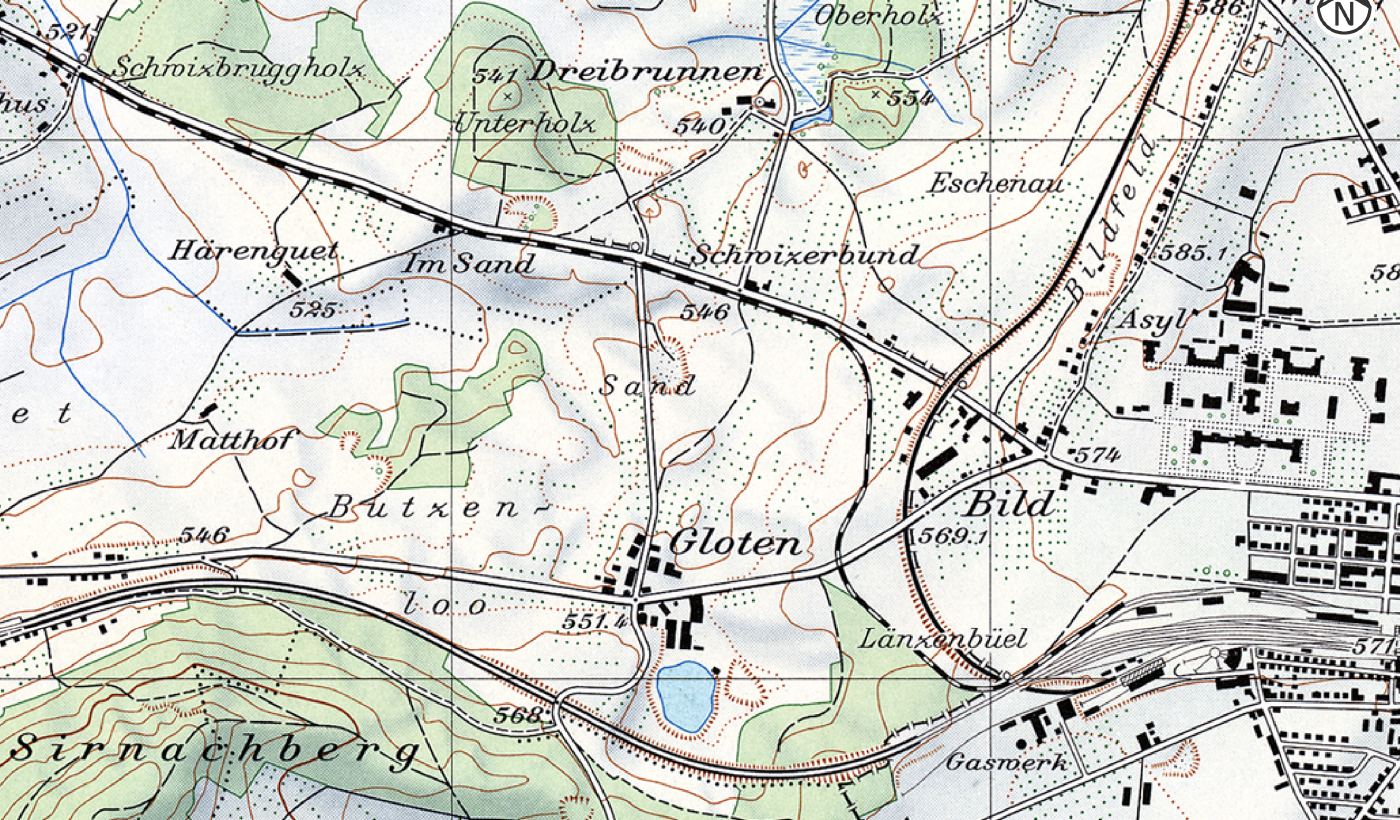
Ursprüngliche Streckenführung zwischen Schweizerhof und Wil, 1959
Bau der Autobahn im Jahre 1967
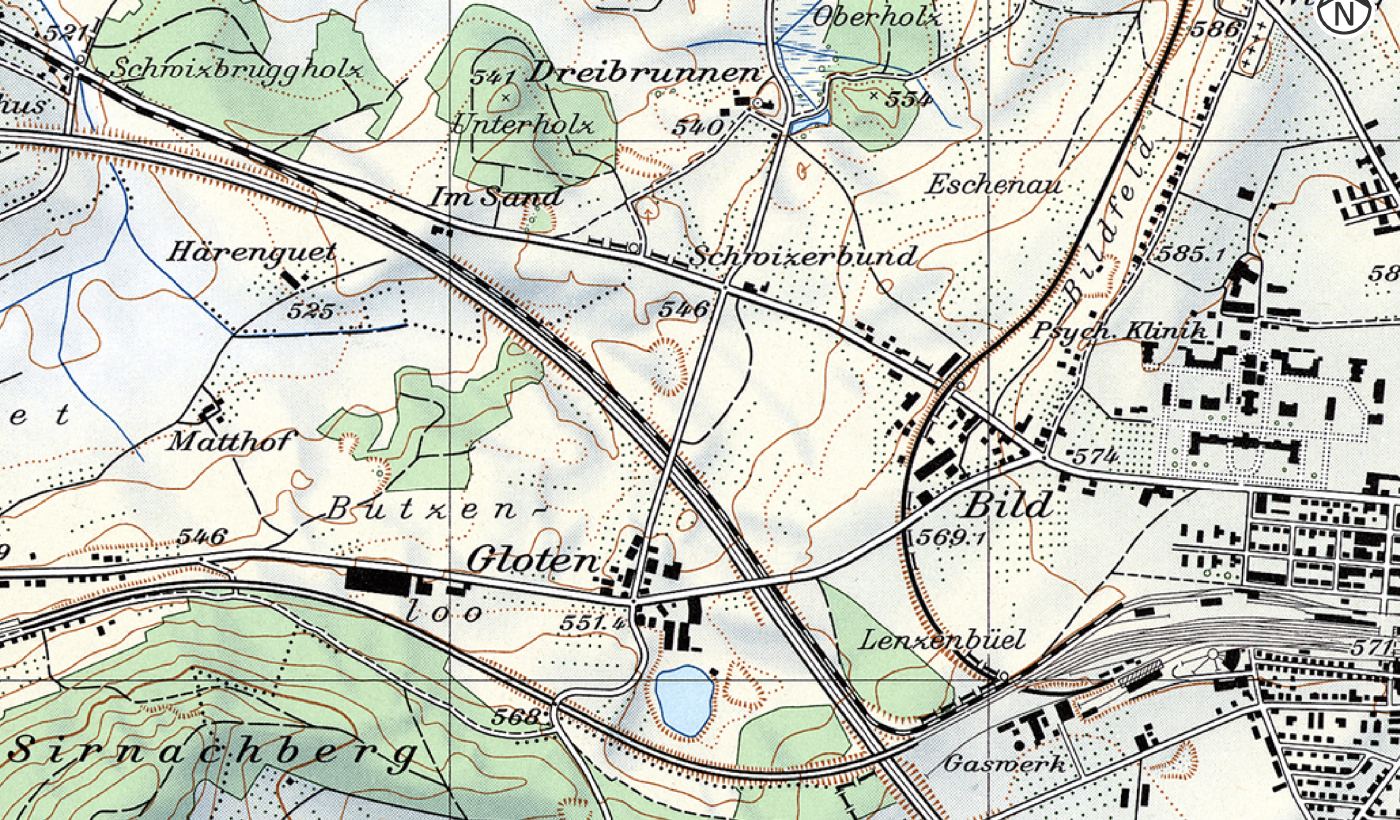
Neuerstelltes Trassee entlang der A1

In den nächsten Jahrzehnten wurden der Fahrplan ausgebaut und neue Kreuzungsstationen erstellt. Sämtliche Hauptsignale wurden mit der automatischen Zugsicherung ZST 90 ausgerüstet und die Strecke mit Streckenblock versehen.

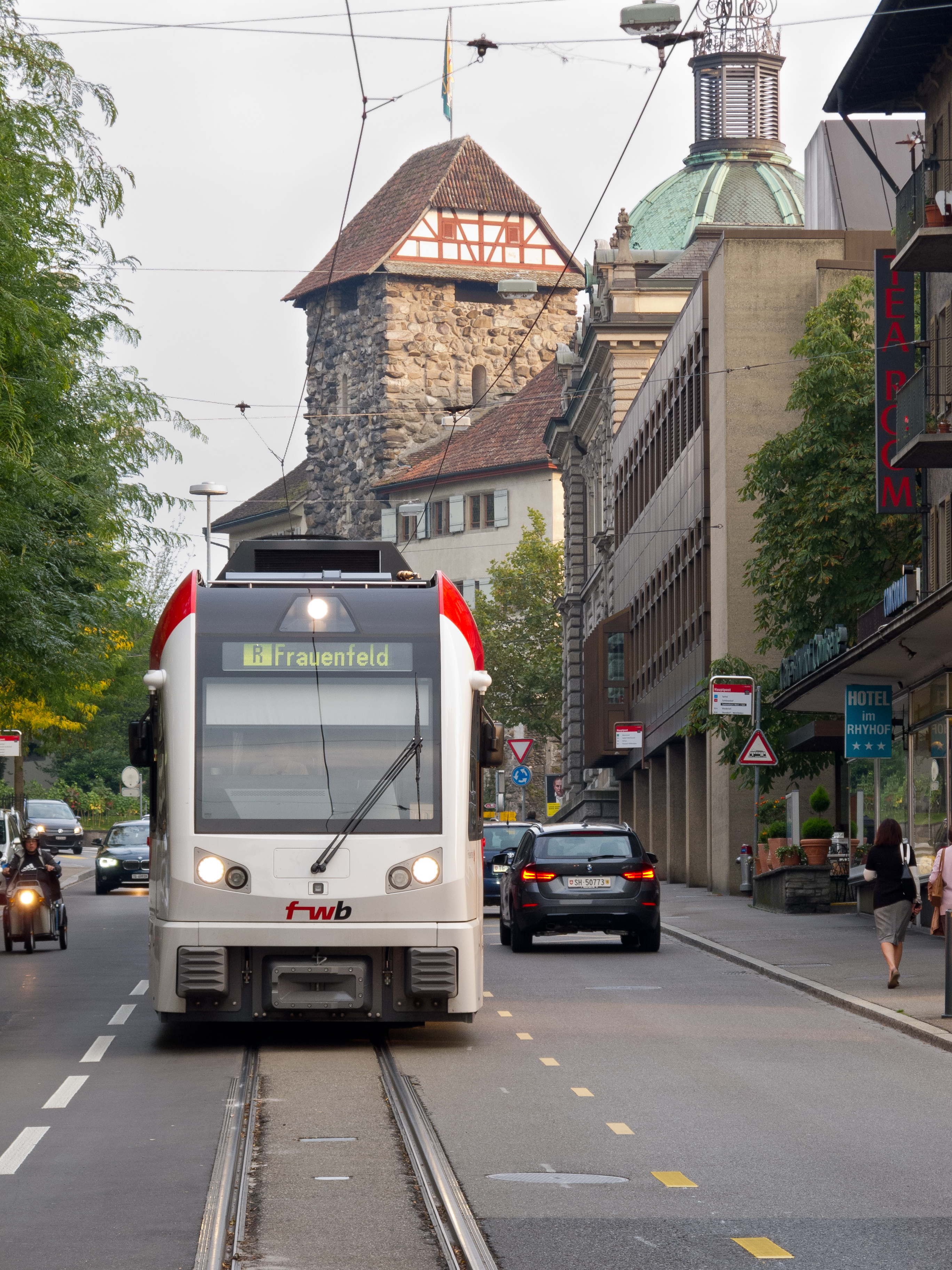
ABe 4/8 der Frauenfeld-Wil-Bahn in der Rheinstrasse in Frauenfeld

Am 16. Mai 1978 wurde zwischen Wil und Matzingen der Rollbockverkehr aufgenommen, im Jahr 2000 aber bereits wieder eingestellt und damit auch der Güterverkehr insgesamt. Noch bis 2011 war die Rollbockanlage vorhanden und für Schottertransporte nutzbar. 1984 beschaffte die FW die Triebwagen Be 4/4 11 bis 15 und die dazugehörigen Steuerwagen Bt 111 bis 114. Die Triebwagen 16 und 17 kamen 1992 noch dazu. Die Triebwagen fuhren zusammen mit den Steuerwagen die Hauptlast des Personenverkehrs.

### Fusion mit den Appenzeller Bahnen

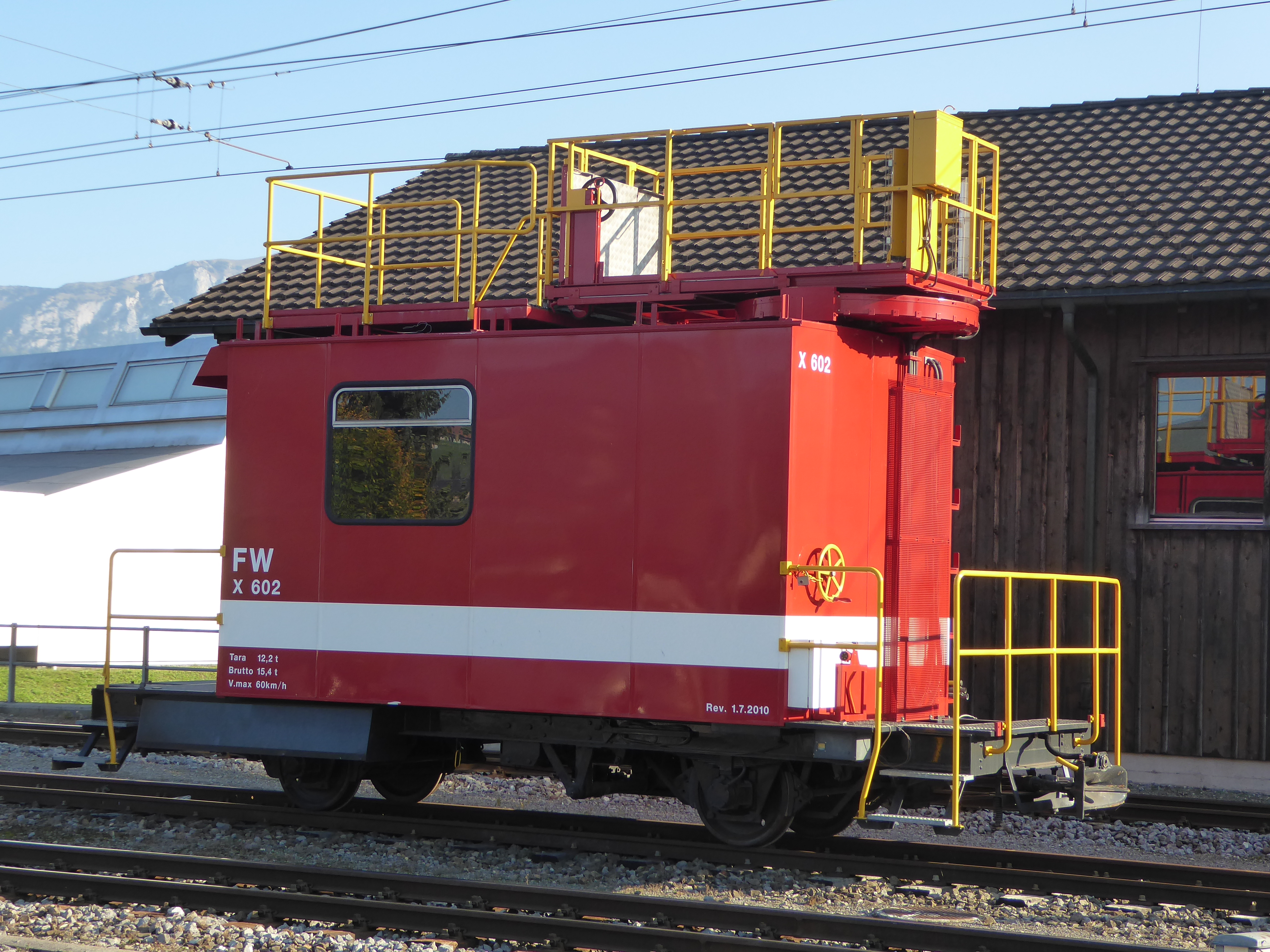
Bereits vor der Fusion arbeiteten die beiden Schmalspurbahnen eng zusammen. Fahrleitungswagen der Frauenfeld-Wil-Bahn in Appenzell.

Bis 2003 arbeitete die Frauenfeld-Wil-Bahn eng mit der Mittelthurgaubahn zusammen. Nach deren Liquidation sprangen die Appenzeller Bahnen ein. Diese führten in einem Mandatsauftrag die Geschäfte für die Frauenfeld-Wil-Bahn. Ende 2020 beschäftigte sie 13 Lokführer und drei Personen für die Reinigung. Die beiden Bahngesellschaften fusionierten im Juni 2021 rückwirkend per Ende 2020.
Der Bund war Hauptaktionär der Frauenfeld-Wil-Bahn. Weitere Aktionäre waren der Kanton St. Gallen, der Kanton Thurgau, die Städte Wil und Frauenfeld sowie weitere Gemeinden entlang der Strecke. Nur eine geringe Anzahl von Aktien befand sich in Privatbesitz. Die Marke FW und das Erscheinungsbild der Züge bleiben mindestens bis 2031 unverändert bestehen.

### Modernisierung
Der Kanton Thurgau entschied 2006, den Bahnbetrieb fortzusetzen. Der Grundstein für die Modernisierung der Frauenfeld-Wil-Bahn wurde 2009 mit dem Entscheid gelegt, fünf moderne Triebzüge anzuschaffen. 2012 und 2013 wurden in Matzingen ein vollelektronisches Stellwerk mit einer Fernsteuerung der Appenzeller Bahnen in Betrieb genommen und ebenerdige Einstiege an den Haltestellen realisiert.
Die Frauenfeld-Wil-Bahn war berüchtigt für Unfälle auf Bahnübergängen. Bis 2014 wurden deshalb alle Bahnübergänge den neuen gesetzlichen Vorschriften angepasst. Durch die Installation von Barrieren und Blinklichtanlagen sowie die Aufhebung einiger Übergänge konnten Unfälle vermieden und die Sicherheit für Strassenbenutzer wesentlich verbessert werden. Die Massnahmen wurden erst 2022 abgeschlossen.

### Geplanter Ausbau
Im Juni 2023 genehmigte der Bundesrat das Generelle Projekt für den Bau des Autobahnanschlusses Wil West an die Autobahn A1 mit einer Neutrassierung der Frauenfeld-Wil-Bahn westlich von Wil, um für den geplanten Autobahnanschluss Wil West an der an dieser Stelle parallel verlaufenden Autobahn Platz zu schaffen und dabei die Linienführung zu optimieren. Für die Erschliessung des Wirtschaftsgebiets Wil West war in diesem Abschnitt ab 2024 die Errichtung der vom Bund finanzierten Haltestelle Wil West geplant. Das Projekt wurde aber am 25. September 2022 vom Stimmvolk des Kantons St. Gallen knapp abgelehnt.
Es ist ein Ausbauschritt 2030/35 geplant, der eine Taktverdichtung zum Viertelstundentakt und neue Haltestellen vorsieht.

## Fahrzeugpark

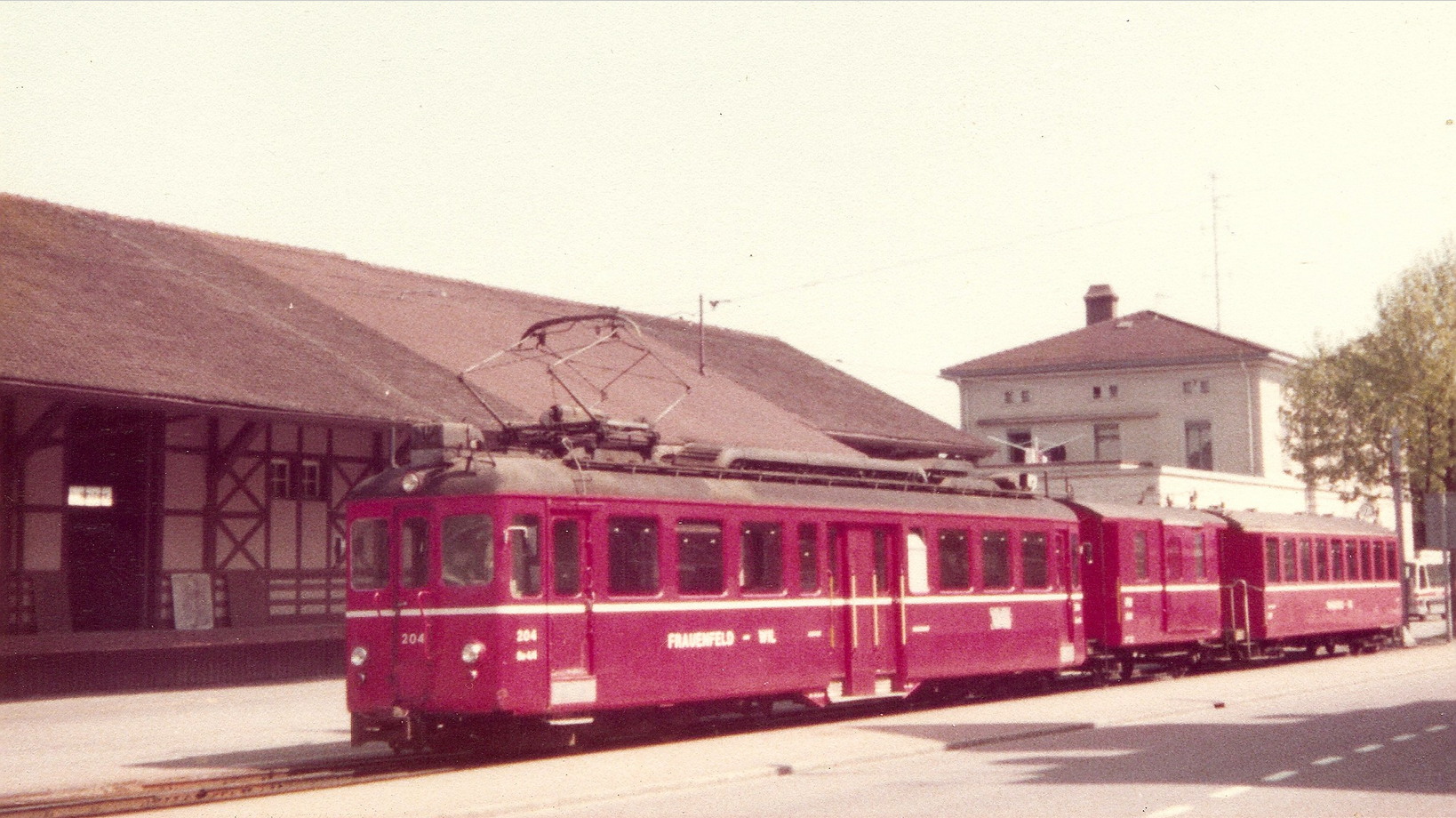
Die Be 4/4 204–207 prägten von 1970 bis 1985 den Personenverkehr der Frauenfeld-Wil-Bahn.
Be 4/4 204 in Frauenfeld, 1983.

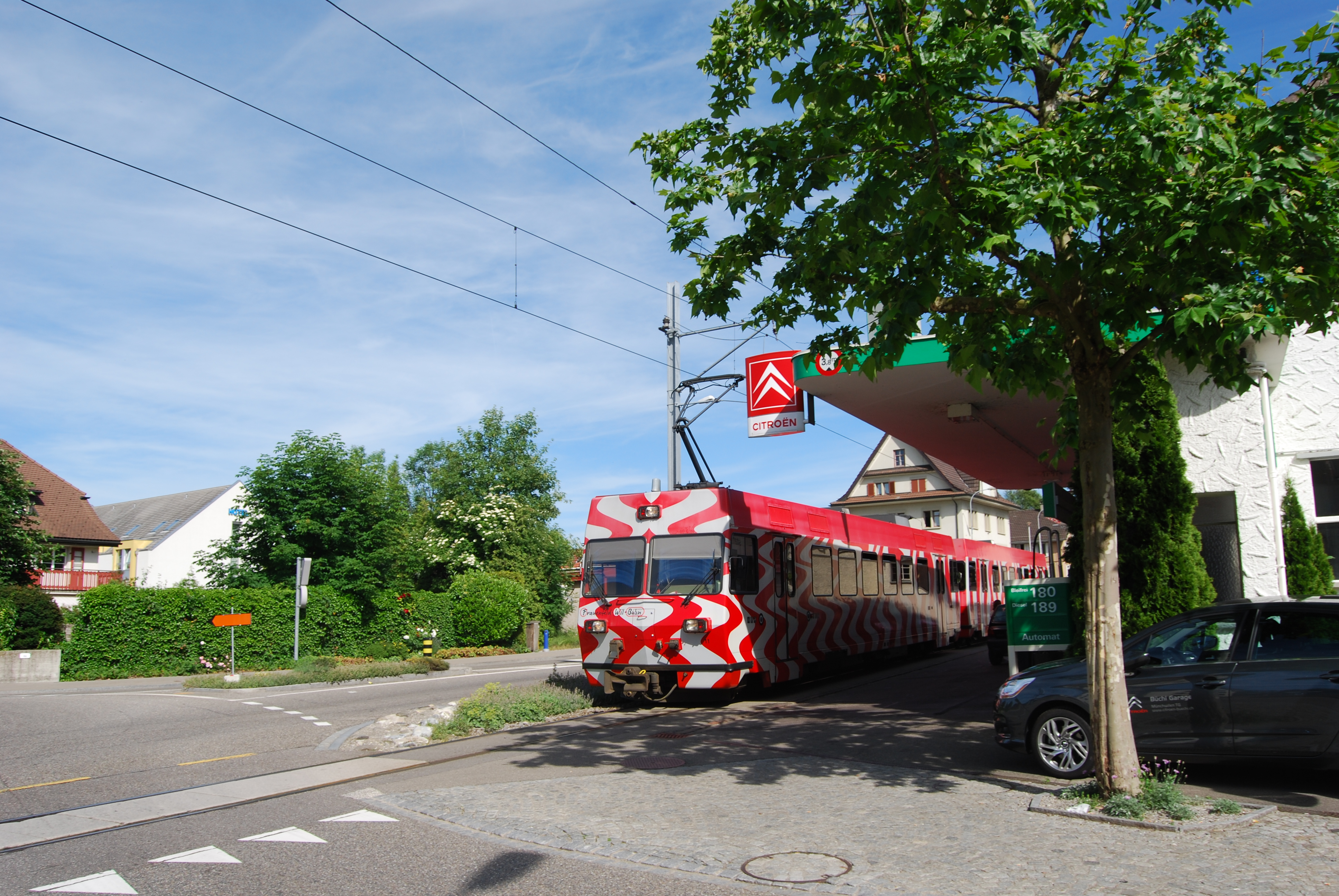
Anschliessend trugen bis 2013 die Be 4/4 11–15 die Hauptlast des Verkehrs.
Be 4/4 11 in Münchwilen, 2011.

Seit 2019 wird der ganze Verkehr mit den allein fahrenden ABe 4/8 7001–7005 von Stadler (2013) abgewickelt.

### Ehemaliges Rollmaterial
Lokomotiven
- G 3/3 1–4 (1887, 1890) SLM, G 3/3 2 als Denkmal in Wil aufgestellt.
- G 3/3 5 (1890) SLM, 1907 von der Birsigtalbahn übernommen
- Ge 4/4 7 (1922), SWS / MFO, 1969 nach Kollision abgebrochen

Triebwagen
- BCe 2/4 1–3 (1921) SWS / MFO, 1953/54 zu ABe 4/4 umgebaut, ABe 4/4 1 ist erhalten
- Be 4/4 204–206 (1947) SWS / MFO, 1969/1970 von der Bremgarten-Dietikon-Bahn (BD) erworben
- BDe 4/4 207 (1947) SWS / MFO, 1977 von der Biel-Täuffelen-Ins-Bahn (BTI) erworben, gelangte 1987/1991 via die BTI zur Chemins de fer du Jura (CJ)
- Be 4/4 11 bis 15 (1985) FFA / BBC; 11–13 und 15 an CJ, 14 an Aare Seeland mobil (ASm) verkauft
- Be 4/4 16 und 17 (1992) Stadler / ABB 2014 mit ZSI-127 ausgerüstet, 2019 abgebrochen

Steuerwagen
- Bt 111–114 (1985) FFA / BBC, 112 an ASm verkauft, Rest 2013/14 abgebrochen

Der Verein Freunde Schweizer Schmalspurbahnen (FSS) besitzt historisches Rollmaterial der FW; den FW-Jubiläumszug bestehend aus dem BCe 4/4 1 (1921), dem BC 16 (1887), dem L 105 (1887) sowie dem K 164 (1891). Während der Triebwagen im Kanton Solothurn abgestellt ist, stehen die Güter- und der Personenwagen in Wil neben dem Zeughaus.